# Amiina
Amiina (antes Amína o Aníma) es un cuarteto de músicas islandesas originario de Reikiavik. Frecuentemente interpretan en vivo y en el estudio con la banda también islandesa Sigur Rós, con la cual están asociadas.

## Estilo
Amiina tiene un estilo minimalista. Incorpora partes contemporáneas de viola clásica, loops de música ambiental electrónica y metalófonos. La banda es conocida por utilizar un gran número de instrumentos en sus presentaciones. 
A su vez, sus miembros cambian de posición en el escenario y de instrumento constantemente en la mayoría de sus conciertos, casi siempre después de un sampling.

## Historia
El grupo que después se convertiría en Amiina se formó inicialmente como un cuarteto de cuerdas, con María y Hildur en los violines, Edda en la viola y Sólrún en el chelo. Y de esta manera el grupo participó en algunas grabaciones de la banda Sigur Rós, notablemente en su disco ( ), así como en su continuación Takk....
Su primera grabación disponible comercialmente fue el EP de cuatro pistas AnimaminA. Éste fue seguido de su primer sencillo, Seúl. Su primer álbum de larga duración, Kurr, fue lanzado el 21 de marzo de 2007, a través del sello propio de la banda, Bláskjár. El álbum fue relanzado por Ever Records en junio de 2007. 
Cuando Sigur Rós terminó su gira en julio de 2006, Amiina comenzó con su primera gira propia visitando Europa y Estados Unidos en octubre y noviembre. Después del lanzamiento de Kurr comenzaron una gira por Norteamérica en abril y Europa en mayo.

## Miembros
- María Huld Markan Sigfúsdóttir
- Hildur Ársælsdóttir
- Edda Rún Ólafsdóttir
- Sólrún Sumarliðadóttir

## Discografía
Álbumes de estudio
- Kurr (21 de marzo de 2007)
- Puzzle (septiembre de 2010)
- The Lighthouse Project  (2013)
- Fantômas (2016)

EP
- AnimaminA (9 de mayo de 2005)
- Re Minore (2009)

Sencillos
- Seúl (6 de noviembre de 2006)

Otros
- Doctor Finkelstein/In The Forest - Nightmare Revisited